# Верес, Анна Ивановна
Анна Ивановна Ве́рес  (1928 — 2003) — советский и украинская художница декоративного искусства (художественное ткачество). Народный художник Украины (1995).

## Биография
Родилась 21 декабря 1928 года в селе Обуховичи (ныне Киевская область, Украина). В 1966—1968 годах выполнила орнаментальные полотенца, которые посвятила Т. Г. Шевченко. Репродукциями полотенец Г. Верес и Г. Василащук, «Кобзарь» Т. Г. Шевченко (Киев, 1971).
Умерла 11 июня 2003 года в родном селе.

## Произведения
Полотенца (циклы «Наша дума, наша песня», 1967; «Щедрость», 1972; «Молния», 1990), художественные ткани («Счастье земли», 1985), панно «Славься, Отчизна» (1978, гостиница «Украина» в Москве), «Космические дали», «Мамина вишня» (оба — 1990), «Вспышка» (1991, посвященное Чернобыльской трагедии). О творчестве Анны Верес создано к/ф «Ляда» (1974, «Киевнаучфильм»), «А лён цветет» (1980, «Укртелефильм»)

## Награды и премии
- Государственная премия УССР имени Т. Г. Шевченко (1968) за цикл украинских народных тканых рушников (1965—1967)
- народный художник Украины (1995)